# Sopa económica

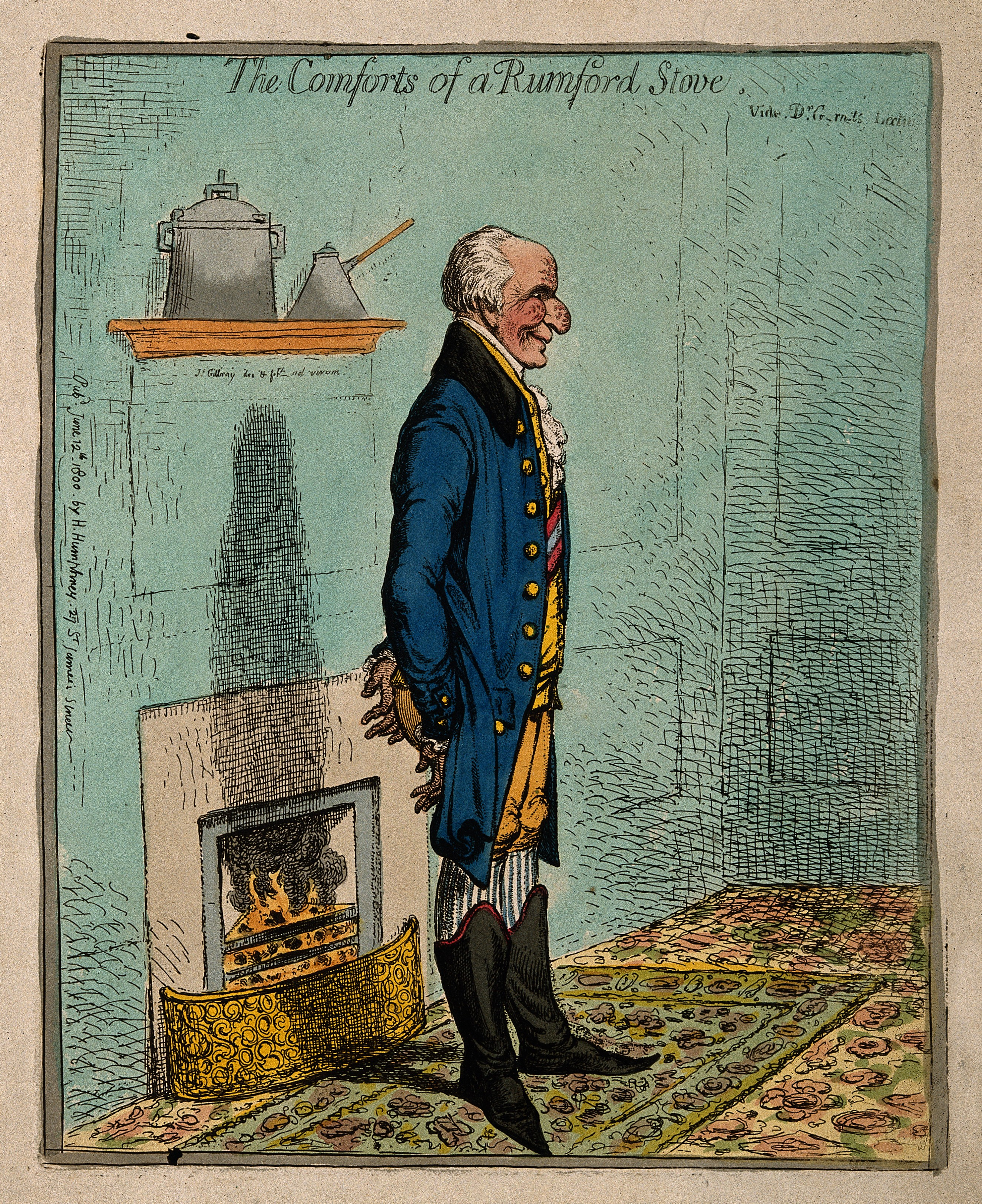
Caricatura de Sir Benjamin Thompson (conde de Rumford), inventor del concepto de sopa económica.

La sopa económica (denominada sopa económica de Rumford) es una preparación culinaria que se hizo popular en la Europa de finales del siglo XVIII al implementar las ideas económicas del conde Rumford en el año 1797. Razón por la que se denominó también potaje a la Rumford. La introducción de la sopa económica tuvo ciertas características, que dependían del país. Por regla general era una mezcla de patatas, guisantes y diversos cereales. En España son las sociedades económicas de amigos del país de finales del siglo XVIII las responsables de la introducción en el país de estas preparaciones culinarias en el mundo rural, con el objeto de mitigar la dependencia con respecto a ciertos alimentos sometidos a periódicas carestías. Se solía servir en los comedores públicos y centros de beneficencia.

## Características
El objetivo de la sopa era socorrer a los necesitados, aunque sus primeras experiencias las hizo con los soldados del ejército bávaro de Maximiliano III. El logro de obtener el máximo de nutrientes al mínimo precio le hizo pensar que fuese útil a la sociedad. Una de las primeras características de la sopa era la preparación, concretamente la fuente de calor: se requería que consumiese la menor cantidad de energía posible. En 1802, se publica en el Semanario de Agricultura español la «Instrucción breve para la sopa económica», donde se detalla la manera de prepararla al denominado estilo de París. El ingrediente base de la sopa era la cebada, aunque es frecuente ver almortas (Lathyrus sativus), cebollas y otros ingredientes habituales en las huertas españolas. Cada sociedad económica local, o provincial, era responsable de diseñar el menú y los contenidos más favorables para su elaboración.  La Real Sociedad Económica Matritense de Amigos del País empleando esta filosofía publica en un folleto cuatro recetas: un cocido, una menestra de verduras, unas albondiguillas vegetarianas y un budín.  La de Oviedo contenía habas  blancas, verduras, ajos, cebollas, hierba buena, pimentón dulce y picante, aceite, vinagre, sal y pan.